# Weird Tales (tijdschrift)
Weird Tales is een Amerikaans pulptijdschrift, dat voor het eerst werd gepubliceerd in maart 1923. Het tijdschrift werd opgericht door J. C. Henneberger, een ex-journalist met een voorkeur voor macabere verhalen, als medium voor een nieuwe generatie schrijvers van fantasy- en horrorverhalen.

## Geschiedenis
De eerste redacteur van het tijdschrift was Edwin Baird. Hij werd geholpen door Farnsworth Wright. Veel bekende schrijvers maakten hun debuut in het tijdschrift, waaronder H. P. Lovecraft, C. M. Eddy, Jr., Clark Ashton Smith, en Seabury Quinn. Onder Baird was het tijdschrift echter geen succes, en hij werd dan ook na 13 edities al ontslagen. Wright nam de redactie van hem over. Onder hem werd Weird Tales succesvoller, maar bleef in financiële problemen. Wright huurde onder andere illustrator Margaret Brundage in om de covers van het tijdschrift te ontwerpen.
Weird Tales werd een paar keer onderwerp van controverse, waaronder door een verhaal van C. M. Eddy, Jr. waarin necrofilie werd behandeld. Dit werd gezien als een schandaal, maar bracht het tijdschrift ook een hoop extra publiciteit wat leidde tot stijgende verkoopcijfers.
In 1938 werd Weird Tales verkocht aan William J. Delaney, eigenaar van een ander tijdschrift; Short Stories. Net als veel tijdschriften had Weird Tales te lijden onder de Tweede Wereldoorlog. Na de oorlog kreeg het tijdschrift bovendien concurrentie van onder andere stripboeken, radiohoorspellen en paperback-boeken. In september 1954 werd het tijdschrift opgeheven, na 279 edities.
In de jaren erna werd meerdere malen geprobeerd Weird Tales nieuw leven in te blazen. De eerste poging was in de jaren 70. Deze versie van Weird Tales werd gepubliceerd door Leo Margulies en liep vier delen. De tweede poging was een eveneens vier delen tellende reeks gepubliceerd van 1981 tot 1983.
In 1988 begonnen George H. Scithers, John Gregory Betancourt, en Darrell Schweitzer met een nieuwe reeks van Weird Tales, beginnend vanaf nummer 280. Ditmaal sloeg het tijdschrift wel weer aan. In 2005 werd het tijdschrift verkocht aan Wildside Press. In 2007 kreeg het tijdschrift voor het eerst in 75 jaar een volledig nieuw ontwerp. Tevens werd het genre van het tijdschrift uitgebreid naar non-fictie.

## Prijzen
In augustus 2009 won Weird Tales de Hugo Award.

## Verhalenbundels
De verhalen die in de loop der jaren in Weird Tales zijn gepubliceerd zijn meerdere keren gebundeld in boeken:
- The Moon Terror (1927)
- The Unexpected (1961)
- The Ghoul Keepers (1961)
- Weird Tales (1964)
- Worlds of Weird (1965).
- Far Below and Other Horrors (1974)
- Weird Tales (1976)
- Weird Legacies (1977)
- Weird Tales:The Magazine That Never Dies (1988)
- Weird Tales: 32 Unearthed Terrors (1988)
- The Eighth Green Man and Other Strange Folk (1989)
- 100 Wild Little Weird Tales (1994)
- Best of Weird Tales (1995)
- The Best of Weird Tales: 1923 (1997)
- Weird Tales: Seven Decades of Terror (1997)
- Weird Tales: The 21st Century (2007)